# 医療倫理

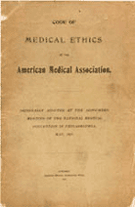
米国医師会(AMA)「医療倫理規定」

医療倫理（いりょうりんり、英: medical ethics）または医療倫理学、医学倫理、医の倫理とは、医療者が守るべき行動の（体系的な）規範・基準。医療倫理は生命倫理学（bioethics）、臨床倫理（clinical ethics）とも呼ばれ得るが、厳密にはそれらと区別される。「医療倫理が関わっているのは、医師および病院が患者・他の医療専門家・社会に対して負う義務である」とされている。
一種の職業倫理であり学問でもある。起源は古代ギリシア、すなわち「医学の父」ヒポクラテスおよび『ヒポクラテスの誓い』と考えられている。

## 概要
医療倫理は、混乱や矛盾が生じた場合に専門家が参照できる一連の価値観から成り立つ。これらの価値観には、自主尊重原則（自己決定権）（autonomy）、無加害原則（non-maleficence）、 与益原則（beneficence）、および公平・正義の原則（justice/equality）などが含まれ、この4原則に限って言う場合、一般に「生命医学倫理の4原則」と呼ばれる。これらの信条があってはじめて、医師、ケア提供者、および患者家族が治療計画を作成し、同じ共通の目標に向かって共に取り組むことが可能となるのである。付け加えるべき重要なこととして、これら4つの価値観は、重要性または関連性の順でランク付けされることはなく、すべて等しく医療倫理に包含されているということである。しかしながら、倫理的衝突により、階層化の必要性が必要となる矛盾（ジレンマ）が生じる可能性があり、その結果、いくつかの道徳的要素はその困難な医学的状況において最良の道徳的判断を適用する上で他のいくつかの原則を覆すものとなる場合もある。 
これらの倫理行動規範の基となるものは既に複数存在している。ヒポクラテスの誓いは医療専門家のための、ナイチンゲール誓詞は看護師のための、それぞれ基本原則を扱っている。前者の文書は西暦前5世紀にさかのぼる。ヘルシンキ宣言（1964年）とニュルンベルク綱領（1947年）は医療倫理に貢献し、広く知られていると定評がある。医療倫理の歴史における他の重要で特記すべきものは、1973年の妊娠中絶にかかる権利を争った「ロー対ウェイド（「Roe v. Wade」）」アメリカ合衆国最高裁判決、ならびに1960年代における血液透析の開発である。さらに近年では、ゲノム編集を利用して疾患を治療、予防および治療することを目的としたゲノム編集のための新しい技術は、医学および治療におけるそれらの応用ならびに将来の世代に対する社会的影響について重要な道徳的問題を提起している。 
この分野は歴史を通して発展し変化し続けているため、世界中のすべての文化的および宗教的背景において、公平で、バランスのとれた、そして道徳的な考え方、などにその焦点をとどめるものとする 。医療倫理学は臨床の場での実用的な応用を含むだけでなく、その歴史、哲学、そして社会学に関する学術的研究も含むのである。 
医療倫理は、安楽死問題や、患者情報についての守秘義務、インフォームド・コンセント、医療的な利益相反などに関連して患者の利益第一原則、自己決定権、および公平・正義の概念を包容するものである  。さらに、文化によって倫理的価値観が異なるため、医療倫理と文化は相互に関連しており、時には家族の価値観に重点を置き、個人の自立性の重要性を軽くみるようなケースも起きている。このような場合も含め、病院やその他の医療現場において文化的に違いを習熟している医師や倫理委員会の必要性が求められている  。

### 他の倫理との関係

#### 生命倫理
広義には医療倫理学（medical ethics）は、生命倫理学（bioethics）とも呼ばれる。より厳密には、医療倫理学が扱う対象は生命全般ではなく、医学における研究倫理および診療における臨床倫理だという。

#### 環境倫理
『医学教育』の論文の定義では「生命倫理」内に「環境倫理」が、環境倫理内に「医療倫理」が含まれている。

#### 反出生主義的倫理
『医療倫理学誌』の論文は反出生主義は少数派であり、物議を醸す立場である（”Antinatalism is a minority and controversial position.”）と述べている。（反出生主義とは、人間を生み出すことを道徳的不正とする観点。）

## 歴史
医療倫理という用語は、英国の作家で医師のトーマス・パーシバルが医療施設内の医療専門家の要件と推奨を著述する文書を発表した1803年にさかのぼる。1847年には「倫理綱領（The Code of Ethics）」ができたが、それはパーシヴァルの著作に大きく依存していた。1903年、1912年、および1947年にかけて大きく修正され、以降、医療倫理の実践は世界中で広く受け入れられるものとなっている。 
歴史的な西洋医学倫理は初期のキリスト教の教えやヒポクラテスの誓いのような古代における医師の義務に関するガイドラインにたどり着く。医療倫理の最初の規範「Formula Comitis Archiatrorum」は5世紀に出版された。中世と近世では、この分野はイスラム学者、例えば「Conduct of a Physician」を書いた、Ishaq ibn Ali al-Ruhawi、などである。これらの知的な伝統は、カトリック医療倫理、イスラム医療倫理、そしてユダヤ医療倫理として、今日にいたるまで受け継がれている。 
18世紀と19世紀までには、医療倫理がより自意識な言説として浮上する。イギリスでは、トーマス・パーシバルが最初の現代の医療倫理規定を作成し、1794年にそれをパンフレットにし、1803年に拡張版を書いた。その中で彼は「医学倫理」と「医学法学」という表現を作り出した。しかし、医師の診察に関連するパーシバルのガイドラインが在宅医師の評判を過度に擁護するものだと考える人もいる。ジェフリー・ベラントは、パーシヴァルの医師規範を、反競争的で「ギルド」のような医師コミュニティの初期の例であると考える批評家の一人である 。さらに、19世紀半ばから20世紀にかけて、以前よりの近しい医師と患者の関係は薄れ、親密さが低下し、時には医療過誤につながり、その結果として国民の信頼が低下し、患者の自主尊重や自己決定（大きくは民族自決）に重点を置く今日、従来の父権主義的（パターナリスティック）な医師モデルとしての意思決定権は低下してゆくことになる。 
1815年にはApothecaries法がイギリスの議会によって可決され、イギリスの医療専門家を規制するものとして、The Apothecaries協会の許可の下に、見習い制と正式な資格を導入した。これが今日のイギリスにおける医師の始まりである。 
1847年に、アメリカ医師会は最初の倫理綱領を採択した。これは主にパーシバルの業績に基づいている。世俗化された分野は主にカトリックの医療倫理から借用し、20世紀には独特のリベラルなプロテスタントのアプローチがジョセフ・フレッチャーのような思想家によって明確にされた。 1960年代と1970年代には、 リベラルリズムと手続き的正義の上に成り立って、医学倫理学の言説の多くは劇的な変化を経験し、大部分が生命倫理学へと再構成されることになった。

## 4原則
医学倫理の分析に使用される共通の枠組みは、「Biomedical ethicsの諸原理（Principles of biomedical ethics 1979）」（現「生命医学倫理」）においてトム・ビーチャムとジェイムズ・チルドレスによって提唱された「4原則」アプローチによるものである。それは、各原則の適用の範囲を考慮しつつ、それぞれ比較検討、秤量して判断されるべき4つの基本的な道徳的原則を分類したものとなっている。  
その4原則は以下の通り。
- 患者の自主尊重原則[注釈 1]（respect for a patient's personal autonomy） - 個人として尊重し、その自己決定権を尊重する。患者は自分の治療を拒否または選択する権利がある。
- 与益原則[注釈 2]（善行・利益第一）（beneficence） - 医療者は患者の最大の利益のために行動すべきである。
- 無加害原則[注釈 3]（無危害）（non-maleficence）- 害悪を加えない。または、"実用的には" - 害よりも善を促進する。
- 公平・正義の原則[注釈 4]（justice/equality）- 乏しい健康資源の分配、および誰がどの治療を受けるかの決定に関する公平原則。

### 自主尊重原則
自主（autonomy）尊重の原則は、 "autos"（自己）と "nomos（統治）"に分けられ、自己決定に対する個人の権利（自主権、自己決定権）を言う 。これは、個人の問題については、すべての情報を与えられた上での自由な意思決定を下すことができるべき、という個人の権利能力に対する社会の尊重に根ざしている。自主尊重原則は、社会的価値観の変化と共に、医療の質を定義する上で、医療者にとってのそれよりも、むしろ患者とその家族の観点からより重要となった。このように自主尊重原則の重要性が増していることは、医療における「父権主義（パターナリズム）的」な伝統に対する社会的反応と見なすことができる 。この患者の自主性を侵害する歴史的な「過度の父権主義」に対する反発は、ソフトなパターナリズムの適切な適用を妨げている場合もあると疑問を投げかける声もある。 
自主（autonomy）の定義は、情報を得たうえで（インフォームド）他からの影響・干渉を受けずに自由かつ合理的な決定を下す個人のキャパシティー（能力を与えられている状態＝権利）である。したがって、自主性の程度は心身の健康についての標準的な指標になるとも言える。多くの末期疾患の進行は、様々な形態および程度で、自主性の喪失によって特徴付けられる。例えば、認知症の疾患は、記憶喪失を誘発し、合理的思考の低下を引き起こす可能性があり、ほとんどの場合、自主性の喪失をもたらす。 
精神科医や臨床心理学者はしばしば、終末期に患者の生死の決定をする意思決定能力を評価するよう求められることがある。せん妄または臨床的鬱病などの精神状態を有する人は、終末期の決定を下す能力を欠く可能性もある。これらの人々の場合、その治療を拒否する要望については、彼らの状態をベースに判断されることがある。事前の明示的な反対の意思表示がない限り、精神的能力を欠いている人の最善の利益に従って扱われることになる。これには、能力を欠く以前のその人がどのような決定を下すかについて最もよく知っている人々の意見も含む評価となる。終末期の決断を下す精神的能力を持つ人は、自分の人生を短くするかもしれないという理解のもとに治療を拒否する場合もある。また、精神科医や心理学者が意思決定を支援するために関与することも場合によっては望まれる方策である。

#### 日本における「自己決定権」
日本では、法学者唄孝一の1965年の論文（「治療行為における患者の承諾と医師の説明」『契約法大系』補巻、1965年2月『医事法学への歩み』、1970年「医事法の底にあるもの」再録）の中で、ドイツ語のPersonale Selbstbestimmung の訳語として患者の「個人の自己決定権」が使われているという。それと同時期に、ヘルシンキ宣言を含め、欧米での患者の権利のための運動が盛んになり、そこで主張された英語の Patient Autonomy が「患者の自己決定権」と訳されたようになったという。（当時より self-determination は民族自決運動を指していた）
その後、世界医師会のリスボン宣言でも「患者の自己決定の権利」が謳われた。ただし、1995年「リスボン宣言バリ総会改訂版」の採択において、日本医師会は唯一棄権している。
日本医師会生命倫理懇談会はその間、インフォームド・コンセントを元にした、1990年に「説明と同意」と表現する患者の自己決定権を保障するシステムあるいは一連のプロセスの概念を示した。そして1997年に医療法が改正され「説明と同意」を行う義務が、初めて法律として明文化されることになった。これに対し、日弁連（日本弁護士連合会）は2011年10月6日第54回人権擁護大会の声明において、「我が国には、このような基本的人権である患者の権利を定めた法律がない」「日本医師会生命倫理懇談会による1990年の『説明と同意』についての報告も、こうした流れを受けたものではあるが、『説明と同意』という訳語は、インフォームド・コンセントの理念を正しく伝えず、むしろ従来型のパターナリズムを温存させるものである」と批判した。

#### 日本における「"自律"尊重原則」
日本の医療の分野では、「患者の自主権・自己決定」の文脈においてしばしば「自律性」と誤訳した上で「患者が自分を律して自己規制すること」などと正反対の「患者の権利を否定」するような意味で誤用されている。

### 与益原則
与益（善行）という用語は、他人の幸福を促進する行動を指す。医学的には、これは患者とその家族の最善の利益に役立つような行動をとること（利益第一）を意味する。しかしながら、どの処置が患者を助けるものになるのかは不確実性を含むので厳密に定義することは難しいとされている。 
ジェームズ・チルドレスとトム・ビーチャム による「生物医学倫理の原則」（1978年）では与益は医療倫理の核心的価値の一つであるとしている。エドマンド・ペレグリノのような学者たちは、与益が医療倫理の唯一の基本原則であるとも主張している。彼らは、治療が医学の唯一の目的であるべきであり、そして美容整形手術や安楽死のような努力はひどく非倫理的であり、 ヒポクラテスの誓いに反すると主張している。

### 無加害原則
無加害（無危害）の概念は、「まず第一に、害を与えない（first, do no harm,）」というフレーズ、またはラテン語の「primum non nocere」から由来するものである。多くの人がそれが主、または主な考慮事項（したがって一次的考察）とすべきだと考えている。つまりそれは、患者に良いことをするよりも、害を与えないことがより重要であるということになる。これは、熱心な医者が、患者に良いと思って色々治療したが、最初にそれら治療法を十分に評価していないため結果的に害を加えることになったというようなケースがありうるからである。よく「治療は成功したが、患者は死亡した」などと言う表現があるように、結果として患者に対して多くの危害が加えられたのである。 
善を行うことよりも害を与えないことが重要であるだけでなく、あなたの治療が患者に害を及ぼす可能性がどれほどあるのか、を知ることも重要となる。したがって、医師は自分たちが有害であると知っている薬を処方しないだけでなく、さらに先に進むべきです - 治療が有害である可能性が低いとわかっていない限り、彼または彼女は薬を処方するべきではありません。あるいは、少なくとも患者がリスクと利益の両方を理解しており、利益がリスクよりも上回る場合に限るべき、ということである。 
しかし実際には、多くの治療法は害を及ぼす危険性がある。 状況によっては、例えば治療なしでの結果が重大であるような絶望的な状況では、治療しないことのリスクも害を及ぼす可能性が非常に高いので、患者に害を与える可能性が高い危険な治療が正当化される。したがって、2つの原則の効果が一緒になると二重の効果（後述する）が生じることが多いため、 無加害原則は絶対的なものではなく、 与益原則とのバランスがとられる。また、血液サンプルの採取や薬の注射のような基本的な行為でも、患者の体に害を及ぼすものである。安楽死はまた、患者が医師による治療の結果として死亡するため、与益の原則に反するものである。 

#### 二重効果
二重効果（Double effect）は、1つの行動によって2種類の結果が生まれる可能性があることを指す。医療倫理では、それは通常与益の原則と無加害原則の複合効果と見なされる。 
この現象の一般的に引用される例は、末期患者におけるモルヒネまたは他の鎮痛薬の使用である。このようなモルヒネの使用は、呼吸器系の不活性化を介して患者の寿命を短くするという有害な効果を有すると同時に、患者の痛みおよび苦痛を軽減するという有益な効果を有するといえる。

## 価値観

### 人権の尊重
人権の時代は1945年に国連が結成された頃から始まった。世界人権宣言（1948）は、人権を定義する最初の主要文書である。医師は患者の人権と人の尊厳を守るという倫理的義務があり、人権を定義する文書の出現は医療倫理にも影響を及ぼした。ほとんどの医療倫理規定は今や患者の人権の尊重を求めるものになっている。 
ヨーロッパ評議会（欧州評議会）は、その47の加盟国のために統一された医学倫理規定を作成するために、「人権と生物医学に関する欧州条約 」（1997）を採択。条約は国際人権法を医療倫理に適用している。それは、子供を含む、同意することができない人々のために身体的一体となる特別な保護を規定している。 
 第5条に基づいて同意する能力を持たない人については、臓器または組織の除去を行ってはならない 
 2013年12月の時点で、条約は、欧州評議会の29の加盟国によって批准または承認されている。 

国連教育科学文化機関 （ユネスコ）においても人権と人の尊厳の保護を推進しており、ユネスコによると、 「宣言は批准の対象ではない規範を定義するもう一つの手段である」としている。勧告のように、彼らは、国家共同体が可能な限り最大の権威を与え、可能な限り幅広い支援を与えることを望んだ普遍的な原則を定めた。ユネスコは、医療倫理における国際人権法の適用を推進するために、「世界人権宣言および生物医学宣言」を採択している。この宣言は、行為能力制限者に対する人権の特別な保護を提供するものとなっている。 
 科学的知識、医療行為および関連技術を適用し進歩させる際には、人間の脆弱性を考慮に入れるべきである。 特別な脆弱性を持つ個人やグループは保護され、そのような個人の個人的な完全性は尊重されるべきである。 

### 社会との連帯
アングロサクソン共同体に見られる社会正義に関連する自主性および個人的人権のより個性的な基準は、共同体という概念と衝突し、それを補完することもできます。そして利己的でない人は、すべての人に平等に医療を提供したいと考えています。米国では個人主義的で自己関心のあるヘルスケア規範が支持されていますが、ヨーロッパ諸国を含む他の国々では、コミュニティへの敬意と個人的な支援が無料ヘルスケアに関してより大きく支持されている。 

### 医学における「あいまいさ」の受容
正常性の概念、すなわち病気や異常および痛みの状態と対照的な人間の生理学的基準があるということは、健康管理の実践に悪影響を及ぼす仮定と偏見につながりうる。平凡さというのはあいまいであり、医療におけるあいまいさ、およびそのようなあいまいさの容認は、より謙虚な医療を実践していくうえでも、また、複雑で珍しい医療事例を理解するためにも必要であることを認識することが重要となる。したがって、与益原則と社会の中心的とされる概念における見解は疑問視され再考されなければならず、医療行為における中心的な役割を果たすものとして、「あいまいさ」を採用するものとする。

## 衝突

### 自主尊重原則と与益原則、無加害原則の間で
医療専門家が患者の最善の利益になると信じる勧告に患者が同意しない場合、自主尊重原則は与益原則と対立する場面が生じる可能性がある。患者の利益が患者の福祉と矛盾する場合、さまざまな社会がさまざまな方法でその葛藤を解決することになる。一般に、西洋医学は、医療チームが自分の最善の利益のために行動していないと考える場合でも、精神的に有能な患者が自分で判断を下すことを希望している。ただ、他の文化では与益を優先しているような社会もある。 
例としては、例えば宗教的または文化的見解のために患者が治療を望まない場合が挙げられる。安楽死の場合、患者、または患者の親戚は、患者の人生を終わらせたいと思うかもしれない。 また、 病気不安症や美容整形手術の場合のように、患者は不必要な治療を望んでいるかもしれない。ここで、医療者は、問題における患者の情報に基づく自主尊重原則に対する医学的に不必要な潜在的リスクに対する患者の欲求のバランスをとることを要求される場合がある。患者の自主性を満足させる事を拒むと医師と患者の関係性が損なわれるため、医師は自主尊重原則を好むことが多いと言える。 
臓器提供についてもしばしば興味深いシナリオを提供する。患者をNHBDとして分類することは、誰かが非治療的集中治療を受ける資格がある可能性があります。治療は、提供される臓器を保護するためにのみ行われ、ドナーの生命を維持するためには行われない。 これは、ドナーに対する敬意が自主尊重として彼らの健康な臓器を提供することを望んでいるという見方もあれば、倫理的問題を引き起こす可能性もある。このプロセスを世界的な慣習的な方法となることで、人が自然に死ぬプロセスとそれがもたらす様々なものを奪うものだと懸念する人達もいる。 
自主性と与益の間の対立の解決の間に、全情報を与えられた上での自由な意思決定のための個人の能力が問題になる場合もある。代替意思決定者の役割は、自主権の原則の拡張と言える。 
その一方で、自主尊重原則と与益原則、無加害原則がすべて重複する可能性が存在する。例えば、患者の自主性の侵害は、集団内の医療サービスに対する信頼を低下させ、その結果、援助を求める意欲が低下する可能性があり、その結果として恩恵を受けることができなくなる可能性である。

### 安楽死
米国の医師の間では、無加害原則が安楽死の実践を除外するかどうかに関して意見の相違が存在している。安楽死は現在、ワシントンDC、カリフォルニア、コロラド、オレゴン、バーモント、ワシントンの各州で合法である。世界中で、 死幇助（PAD）、またはの問題に関する法律を変更しようとするさまざまな組織が存在する。そのような組織の例は、アメリカのヘムロック協会とイギリスでの死の尊厳キャンペーンである。これらのグループは、患者が自分自身で決定するのに十分に意識的であり、代替医療の可能性について知識があり、喜んで自分の人生を終わらせるよう求めたり手段へのアクセスを要求した場合にのみ医師に患者の人生を終わらせる権利を与えようと活動している。 
この議論は世界の様々な地域でも議論されているものである。たとえば、ルイジアナ州では、人の人生を終わらせるための助言や手段の提供は犯罪行為とみなされ、重罪として起訴される可能性がある。州の法廷においては、この犯罪は故殺に相当する。ミシシッピ州とネブラスカ州にも同じ法律が適用されている。

## インフォームド・コンセント
倫理におけるインフォームド・コンセントは、ある人が自分の治療の選択の潜在的な利益とリスクについて十分に情報を与えられ、理解した上でなされるものでなければならないという考えを意味する。 「インフォームド・コンセント」と相関関係にあるのは、「インフォームド・リフューザル＝拒否（informed refusal）」の概念である。 全体的な情報を与えられていない人は、自分の価値観や希望を反映した選択を出来ずに、誤って行う危険性がある。これは、同意を得るためのプロセス、または場所によって異なる特定の法的要件を明確に意味するものではない。患者は自分で医学的決定を下すことを選択するか、または意思決定権限を家族などに委任することができる。患者が行為能力制限者である場合、世界中の法律はインフォームド・コンセントを得るためのさまざまなプロセスを指定している。通常、患者またはその近親者によって任命された人に決定を下させることによって行われる。なお、医師は当事者の立場であり中立性違反になるので担当医師に委任することは通常あってはならない。インフォームド・コンセントの価値は、自主尊重・自己決定権および、真実を語る、ということの価値と密接に関係しているのである。

## 守秘義務
守秘義務は一般的に医師と患者の間における会話などに適用される。この概念は一般に「患者・医師間の秘匿特権」（Physician–patient privilege）として知られている。 これは、法廷での宣誓の下であっても、医師が患者との会話内容を明らかにしなくてもよいような法的保護を受けられることを言う。 
米国では、 HIPAAとして知られる1996年の健康保険の携帯性および説明責任に関する法律、特にプライバシー規則、およびHIPAAよりも厳密なさまざまな州法によって、機密保持が義務付けられている。 しかし、長年にわたり、規則に対する多数の例外が設けられている。 例えば、多くの州では、医師が銃による傷を警察に報告し、障害のある運転手を自動車部門に報告することを要求している。配偶者に診断を明らかにすることを拒否する患者における性感染症の診断、および両親の知らないうちに行われる未成年の妊娠堕胎などが知られている。米国の多くの州では、未成年の中絶における親の通知について規定する法律が存在している 。 
伝統的に、医療倫理は守秘義務を比較的交渉不可能な医療行為の原則と見なしてきた。 ごく最近では、Jacob Appelのような批評家たちは、さらに多くの柔軟性を認めるよう、この義務へのより微妙なアプローチを主張している。 これは、守秘義務が「プライマリケア倫理」における重要な問題であり、そこでは医師は同じ家族や地域社会からの多くの患者をケアしており、しばしば第三者がプライマリヘルスケアで集められる医療データベースからの情報が必要となるからである。 

### オンライン上の医療行為とプライバシー
医療研究者は、ディスカッション掲示板や掲示板などのオンライン環境で研究活動をしているため、ガイドラインが存在するものの、インフォームド・コンセントおよびプライバシーの要件が適用されないことが懸念されている。   
また、医療機関のWebサイトには、オンライン訪問者の個人医療記録が製薬会社、職業記録、保険会社の手に渡って販売され、収益化されるのを防ぐための責任が負わされるべきである。 
インターネットヘルスケアプラットフォームの拡大に伴い、オンライン開業医の正当性とプライバシーの説明責任は、電子パパラッチ、オンライン情報ブローカー、産業スパイ、利益のために伝統的な医療規範外で働く無許可の情報プロバイダーなどの特有の課題に直面しています。 American Medical Association（AMA）は、医療Webサイトはオンライン訪問者のヘルスケアプライバシーを確保し、保険会社、雇用主、およびマーケティング担当者の手に渡って販売され収益化されることから患者記録を保護する責任があると述べている[40]。これらのオンライン診断ウェブサイトを作成するためのヘルスケア、ビジネス慣行、コンピュータサイエンスおよび電子商取引の急速な統一に伴い、ヘルスケアシステムの倫理的機密性基準を維持するための努力も同様にし続ける必要がある。 今後数年間にわたり、保健社会福祉省は、健康保険の携帯性と説明責任に関する法律（HIPAA）の下で、オンラインでのプライバシーと患者の電子カルテ（EMR）のデジタル転送を合法的に保護することに取り組んでいると述べています。 [41]

## 管理と解決
病院内において、適切な倫理的価値観が適用されることを確実にするために、効果的な「病院認定」が必要とされ、例えば医師の全体性・インテグリティ（integrity）評価、 利益相反行為の防止策、研究倫理および臓器移植倫理に関して倫理的な考慮がなされているかを確認すべきである。 

### ガイドライン
「ヘルシンキ宣言」以来、様々な指針が求められてきた歴史があり、多くの文書が存在する。医学倫理を含む研究のための最初の行動規範は「ニュルンベルク綱領（行動規範）」となる。それが1947年に導入されたように、この文書はナチス戦争犯罪と大きな関連性があるものである。そのため慣習的な医療行為を大きく規制するものであるとは言えなかった。このため、新たな指針となるものが求められることになったのである。そこで登場した「ヘルシンキ宣言」はそれが書かれている方法を含めて、ニュルンベルク綱領といくつかの大きな違いがあった。ニュルンベルク綱領は簡単な説明を付けて、非常に簡潔に書かれおり、ヘルシンキ宣言は、徹底的な説明を念頭に置いて書かれたもので、多くの具体的な解説が含まれている。 
（訳注：日本においては、なぜか「リスボン宣言」が「患者の権利宣言」として比較的知られている。英語圏ではなぜかいつも言及が少ない）
英国では、 General Medical Councilが、「Good Medical Practice」ステートメントの形で、明確で現代的なガイダンスを提供している。世界医療保護協会や多くの大学部門などの組織は、倫理に関する問題について相談を受けつけている。 

### 倫理委員会
多くの場合、単純なコミュニケーションでは紛争を解決するのに十分ではなく、複雑な問題を決定するために病院において倫理委員会の招集が求められる。 
主に医療専門家で構成されるものの、法律家を含むことが多い。更に哲学者、一般人、聖職者を含むこともある - 実際、世界の多くの地域で、バランスをとるためにそれらの存在は必須と考えられている。 

米国、ヨーロッパおよびオーストラリアにおけるそのような機関の想定される構成に関して、以下が適用される。 
 米国の勧告には、研究倫理委員会（REB）には、少なくとも1人の科学者、1人の非科学者、およびその機関に所属していない1人の人を含む5人以上のメンバーが含まれるべきであると示唆しています。 REBには、法律と実務基準、および専門家としての行動に精通した人々を含める必要がある。 検討中の議定書で要求されている場合は、特別な会員資格が障害者または身体障害者の懸念について提唱されることになる。 

 欧州臨床臨床実践フォーラム（EFGCP）は、REBには生物医学研究の経験を共有し、研究が行われている機関から独立している2名の開業医を含めることを推奨している。1人の素人。弁護士1人そして1人の救急医療専門家、例えば看護師または薬剤師。 彼らは、定員会に幅広い年齢層の男女を含め、地域社会の文化的構成を反映させることを勧めている。 

 1996年のオーストラリア保健倫理委員会の勧告は、「一般に制度的倫理委員会のメンバーシップ」と題された。 彼らは、委員長は、就職していないか、そうでなければ教育機関とつながっている人であることが望ましいと示唆している。 メンバーには、専門家による医療、カウンセリング、または人間の治療に関する知識と経験を持つ人を含める必要があります。宗教大臣または同等の大臣 先住民の長老、素人、弁護士、病院ベースの倫理委員会の場合は看護師。 
 哲学者や宗教的な聖職者の任命は、社会が関係する基本的な価値観に付け加えた重要性を反映するためである。

## 文化的な配慮
文化の違いは難しい医療倫理問題を引き起こす可能性がある。たとえば、病気の起源や原因についての精神的または魔法的な理論を持つ文化もあり、これらの信念を西洋医学の教義と調和させることは非常に困難なものとなっている。異なる文化が混ざり合い、より多くの文化が互いに共存するにつれて、出生、死、苦しみなどの重要なライフイベントに対処する傾向があるヘルスケアシステムは、時には文化的衝突や対立を招きかねない困難なジレンマに直面することになる。文化的に敏感な方法で対応する努力は、文化的寛容の限界を区別する必要性との兼ね合いである。 

### 文化と言語
さまざまな文化的宗教的背景を持つ人々が米国などの他の国々に移動するにつれて、すべての人々に最良のヘルスケアを提供するために、すべてのコミュニティに対して文化的に敏感になることがますます重要になっている。文化的知識の欠如は誤解や不十分な注意さえももたらし、それは倫理的問題を引き起こす場合がある。一般的な患者の苦情は、聞こえていないか、おそらく理解されていないような気持ちを受ける。矛盾の拡大を防ぐには、通訳を求め、自分自身と患者の両方の身体言語と調子に気をつけ、許容可能な選択肢に達するために患者の視点を理解しようと試みることによって達成できる。 
中には、将来的にはほとんどの医師がバイリンガルであること、またはバイリンガルであることから大いに恩恵を受けるようなシステムが必要であると考える人もいる。言語を知ることに加えて、真に文化を理解することは最適なケアを行う上で最善だからである。最近、「ナラティブ医療」と呼ばれる診療が、患者と医師のコミュニケーションを改善し、患者の視点を理解する可能性を秘めているため、ある程度の関心を集めている。 患者データを標準化して収集するのではなく、患者の話や日々の活動を解釈することで、各患者が自分の病気に関して何を必要としているのかをより適切に把握することができる。この背景知識がないと、多くの医師は、文化的な違いを正しく理解できず、2人の異なる患者を区別することが出来ずに文化的に鈍感または不適切な治療法を診断または推奨することになってしまうのである。一言で言えば、患者ナラティブは、そうでなければ見過ごされるかもしれない患者情報や好みを明らかにする、ということを意味する。 

## 利益相反行為
医師は、利益相反の立場が医学的判断に影響を及ぼすことを決して許してはならない。場合によっては、双方の利益が相反する矛盾を回避するのが難しい場合があり、医師にはそのような状況にならないようにする責任を負う。研究では、利益相反の不正行為が学術界の医師達と臨床の医師達の間で非常に一般的であることを示している。 

### 紹介
医療検査のために患者を紹介することから収入を得ている医師は、医療検査のためにより多くの患者を紹介しがちであることが示されている。この慣習は、 アメリカ医科大学倫理マニュアルによって禁じられている行為である。

### 製薬会社との関係
研究によると、医師は贈答品や食べ物を含む製薬会社等（ベンダー）からの利益供与の影響を受ける可能性がある。業界主催の継続医学教育 （CME）プログラムは処方パターンに影響を与えている。ある研究では、調査によって、製薬会社からの医師の贈り物が処方慣習に影響を与えていることを明らかにしている。スタンフォード大学が製薬会社主催の昼食や贈り物を禁止していることからも明らかなように、製薬業界のマーケティングが医療行為に与える影響を減らすべく、米国の医師達の間で大きな動きが起きている。製薬業界主催の贈り物や食品を禁止している他の学術機関には、ジョンズホプキンス医科大学、ミシガン大学、ペンシルバニア大学、およびエール大学などが含まれている 。

### 家族の扱い
アメリカ医師会 （AMA）は、「医師は一般的に自分自身やその家族の一員を治療するべきではない」としている。医師が愛する人を治療しているときに専門的な客観性が損なわれる可能性があるため、この規範は患者と医師を保護するものである。複数の保健機関からの研究では、医師と家族の関係が診断検査と費用の増加を引き起こしかねないことを例証した。多くの医者はまだ彼らの家族を扱います。そうする医師は、利益相反を生じさせたり不適切に扱ったりしないように注意深く行動しなければならない 。確立された医学倫理原則は家族が深刻な病気に直面しているとき道徳的に必須ではないかもしれないので、家族を治療する医師は親戚を治療するとき相反する期待とジレンマを意識する必要があるのである。 

### 性的関係
患者との性的関係は、医師の受託者責任に違反しうるため、医師と患者の間の性的関係は倫理的衝突を引き起こす。現代医学における多くの規律懲戒の一環として、医師-患者間の性的不正行為の発生を調査した研究が存在する。それらによると、特定の分野で多くの性的な不正行為が発生していることを示した。例えば、精神科医と産科婦人科医は、性的不正行為の割合が高いことで注目されている2つの分野である。医師と患者の間の倫理的行為の違反は、医師と患者の年齢と性別とも関連している。40〜49歳および50〜59歳の男性医師は性的不祥事の報告が多いとされている2つのグループであり、一方、20〜39歳の女性は性的被害の報告された犠牲者のかなりの部分を占めている。 
患者と性的関係を結ぶ医師は、 医療免許を失い、訴追を受けることになる。1990年代初頭には、医師の2〜9％がこの規則に違反したと推定されている。医師と患者の家族との間の性的関係も、一部の法域では法律で禁止されている。 
医療倫理の指針（AMA Code of Medical Ethics）には、「患者・医師関係と同時期に起こる性的接触は、不正行為（違法行為）に相当し、医師と患者間の性的または恋愛的な交流は、医師と患者のあるべき関係を損ない、患者の弱い立場が悪用される可能性があり、 医師の客観的な判断を鈍らせる可能性がある。そのため、最終的に患者にとって有害になり得る」としている。特に、精神科医と患者が私的関係を持つことは、タブー（禁忌）とされてきた。それは精神科では心理学用語でいう「転移」を利用して患者の治療を行い、そのような立場を利用して患者に付け入る行為と見なされるのである。精神科医と患者が私的関係を持つことは、治療者の中立性にも反することされる。 
精神科医熊木徹夫はその著書の序文で「私が精神科医になってから18年が経ちましたが、これまでに誰からも改めて『精神科医が患者さんを愛してはいけない』と戒められたことはありません。が、これは人類がどの文化においてもインセスト（近親相姦）タブーを堅持してきたのと同様、精神科医の職業モラルとして最重要なものの一つであり、かつ不文律です。この前提が崩されたとき、精神医療の正義は破綻します」としている。
また、看護師 - 患者間も同様で、患者と看護師における関係性で不公平な力関係が生じ、患者は看護師に対し脆弱で言いなりにされるがままの弱い立場に置かれる。看護師がその職業的立場を自覚せずに軽視すると、患者は潜在的虐待と搾取の対象となる。その不均衡は、患者は看護師が提供するサービスに依存し、看護師の専門知識と医療機関における権限と、患者個人の秘匿情報に触れる立場、そして患者の決断を左右させうる立場などから来る。また、看護という仕事の特性上、患者に対して密の肉体的、精神的、感情的な親密さという雰囲気を醸成するが、これは同時に患者の脆弱性を増長させてしまう。この潜在的な権力の乱用につながる力関係の不均衡と職業的立場を認識し、患者を萎縮させてしまうように感じさせたり、依存させるようなこと、または弱い立場に付け入るようなことにならないように注意するのは看護師の責任である、と規定。医療を受ける患者の弱みに付け入ったり、看護師の立場上得られる力を乱用しない、というのが患者・看護師の間における信頼関係の基本であり、看護師と患者(家族含む)の間に、個人的感情や、プライベートの関係、恋愛、性的関係を持ち込む事は、職業的境界線の侵害。看護師-患者の職業的境界線を侵害する行為は、信頼関係を毀損し治療を妨害し重大な倫理規範の違反となり、罰則、免許剥奪もある違法な犯罪行為にもなりうる行為と指摘している。

### 医学研究
- 倫理委員会
- 臨床統治（英語版）
- 良き臨床上の基準（GCP）
- QMS省令

### 関連倫理
- 医療倫理綱領（英語版）
- 生命倫理
- 研究倫理
- 臨床研究倫理
- 根拠に基づく医療倫理（英語版）
- 臨床試験に子供たちを使う倫理的問題（英語版）
- 看護倫理
- 軍医療倫理（英語版）
- 職業倫理
- ヒポクラテスの誓い
- 倫理行動規範（英語版）
- Ethics of circumcision

### 関連原則
- ヒトを対象とした研究ガイドライン（英語版）
- CIOMSガイドライン（英語版）
- 国連医療倫理原則（英語版）
- ニュルンベルク綱領
- ジュネーブ宣言
- ヘルシンキ宣言
- 東京宣言
- 世界人権宣言
- Clinical Equipoise